# Midori Matsuya
Midori Matsuya (jap. 松谷翠, Matsuya Midori, nascut el 18 de març de 1943- mort el 9 de gener de 1994) fou un pianista japonès, graduat per la Universitat Nacional de Tokio en Belles Arts i Música, va estudiar amb Kichigoro Sato, Noboru Toyomasu, Naoya Fukai i Lay Lev.
El seu pare era un pianista de jazz japonès, Minoru Matsuya (1910-1995), que li va ensenyar a tocar el piano des de petit. Va créixer en un entorn adequat per aprendre tant música clàssica com jazz. També va estudiar harmonia i composició amb Roh Ogura (1916-1990) a Kamakura.
El 1973 va marxar a Alemanya a estudiar a la facultat d'art de Berlín. El 1975 va tornar al Japó per ocupar-se d'activitats relacionades amb la programació de concerts, la radiodifusió i enregistraments. Va ser professor al Departament de Música de la Universitat de Nihon. Va ser professor de piano d'Hiroaki Zakoji (1958-1987). El cantant Leo Matsuya és el seu fill.
Va enregistrar el seu darrer CD, Light Colored Album poc abans de la seva mort.
Light Colored Album- CD de peces japoneses contemporànies per a piano.